# 巴特爾萊克 (明尼蘇達州)
巴特爾萊克（英語：Battle Lake）是一個位於美國明尼蘇達州奧特泰爾縣的城市。

## 人口
根據2020年美國人口普查的數據，巴特爾萊克的面積為3.73平方千米，當中陸地面積為3.72平方千米，而水域面積為0.01平方千米。當地共有人口857人，而人口密度為每平方千米230人。